# El tamaño de mi esperanza
El tamaño de mi esperanza es el segundo libro de ensayos escrito por Jorge Luis Borges en 1926.
En él se vislumbran los ingredientes típicos de lo que sería la obra de Borges: lo criollo, las referencias de la pampa, la inquietud por la literatura y la preocupación por el lenguaje.